# 6059 Diefenbach
För andra betydelser, se Diefenbach.
6059 Diefenbach eller 1979 TA är en asteroid i huvudbältet som upptäcktes den 11 oktober 1979 av den tjeckiske astronomen Zdeňka Vávrová vid Kleť-observatoriet. Den är uppkallad efter den tyske konstnären Karl Wilhelm Diefenbach.
Asteroiden har en diameter på ungefär 8 kilometer.